# ZVV De Esch
ZVV De Esch is een zaterdag voetbalvereniging uit Oldenzaal in de Nederlandse provincie Overijssel. De vereniging is opgericht op 24 april 1985 en telt ongeveer 500 leden. De thuiswedstrijden worden gespeeld op Sportpark De Weschterik, gelegen in het Stadspark, ingeklemd tussen de wijken De Essen en de Graven Es. Het eerste elftal komt uit in de Tweede klasse zaterdag (2022/23).

## Naam
Zaterdag Voetbal Vereniging (ZVV) De Esch ontleent haar naam aan woonwijk De Essen waar de vereniging ten tijde van de oprichting haar thuishaven beoogde te realiseren. Deze thuishaven, Sportpark De Weschterik, zou in 1991 ingeklemd worden tussen woonwijk De Essen en nieuwbouwwijk de Graven Es. De benaming van deze wijken, en dus van de voetbalvereniging, is terug te voeren op de geografische ligging. Gelegen op de uitlopers van de Oldenzaalse stuwwal, waren de gronden voor de bebouwing hoger gelegen, bolvormige akkers. Dergelijke grond wordt een es genoemd. De Esch, met -ch, is niet meer dan een traditionele schrijfwijze.
In tegenstelling tot meerdere andere zaterdagclubs ontbreekt in de verenigingsnaam de toevoeging van de letter c. Hiermee wordt aangegeven dat ZVV De Esch niet uit (christelijke) geloofsovertuiging op de zaterdag (en dus niet op zondag) speelt. Verenigingsactiviteiten kunnen daarmee dus ook op de zondag plaatsvinden.
De naam Sportpark De Weschterik, waarin de verenigingsnaam is verwerkt, is afgeleid van de voormalige esgronden De Westerik.

## Geschiedenis

### De oprichting
In 1984 had de gemeente Oldenzaal op de begroting gelden gereserveerd ten behoeve van de nieuwe wijk De Essen. Eind 1984 ontstond binnen het wijkorgaan De Essen het idee om deze gelden aan te wenden voor het oprichten van een zaterdagvoetbalvereniging. Binnen de gemeente Oldenzaal bestond destijds nog geen zaterdagclub, al startte zondagclub VV Oldenzaal in 1982 wel een zaterdagafdeling binnen de club op. De behoefte om een volwaardige zaterdagclub op te richten leidde na diverse overleggen uiteindelijk tot de oprichtingsvergadering in café 't Tunnelke.
ZVV De Esch werd officieel opgericht op woensdag 24 april 1985 door de heren Theun van den Brink, Libbe Jansen, Jan Gosenshuis, Ger Vasterink en Raymond Vasterink. De clubkleuren werden bepaald op geel (shirt) en blauw (broek en sokken), gebaseerd op het wapen van de gemeente Oldenzaal. Tevens werd besloten dat er tijdelijk op Sportpark Bornsedijk aan de Matenstraat gevoetbald zou gaan worden. Tegenwoordig is dit gebied een nieuwbouwwijk (Joop Zoetemelkstraat, Anton Geesinkstraat). Omdat het veld niet aan de officiële afmetingen voldeed, werd in de beginjaren gespeeld met dispensatie van de KNVB. Met het Oldenzaalse college van B&W werd afgesproken dat na vaststelling van het bijgestelde structuurplan, gezocht zou gaan worden naar een definitieve oplossing aangaande de accommodatie.
ZVV De Esch werd na VV Oldenzaal, Quick '20 en FC Berghuizen de vierde voetbalclub in Oldenzaal, en is (was) de enige zaterdagvoetbalvereniging in deze gemeente.
Om aan de nieuwe competitie, seizoen 1985-1986, te mogen deelnemen, moest ZVV De Esch minimaal 50 leden hebben, verdeeld over minimaal drie elftallen. Onder meer door het organiseren van open trainingen, mede verzorgd door de toenmalige hoofdtrainer de heer Lohrmann, kon de vereniging naast een tweetal seniorenteams, ook twee pupillenteams voor de competitie inschrijven. Met 69 leden begon ZVV De Esch aan haar eerste seizoen.
Ondertussen werd, gesteund door het lokale bedrijfsleven, gebouwd aan een nieuw clubhuis. In de volksmond werd dit eerste clubgebouw het Blauwe Keetje genoemd. Hier vond in 1985 de eerste algemene ledenvergadering plaats, en in 1986 de eerste nieuwjaarsreceptie. Tijdens deze receptie werd de leden het nieuwe verenigingsembleem gepresenteerd.

### Op naar een thuishaven

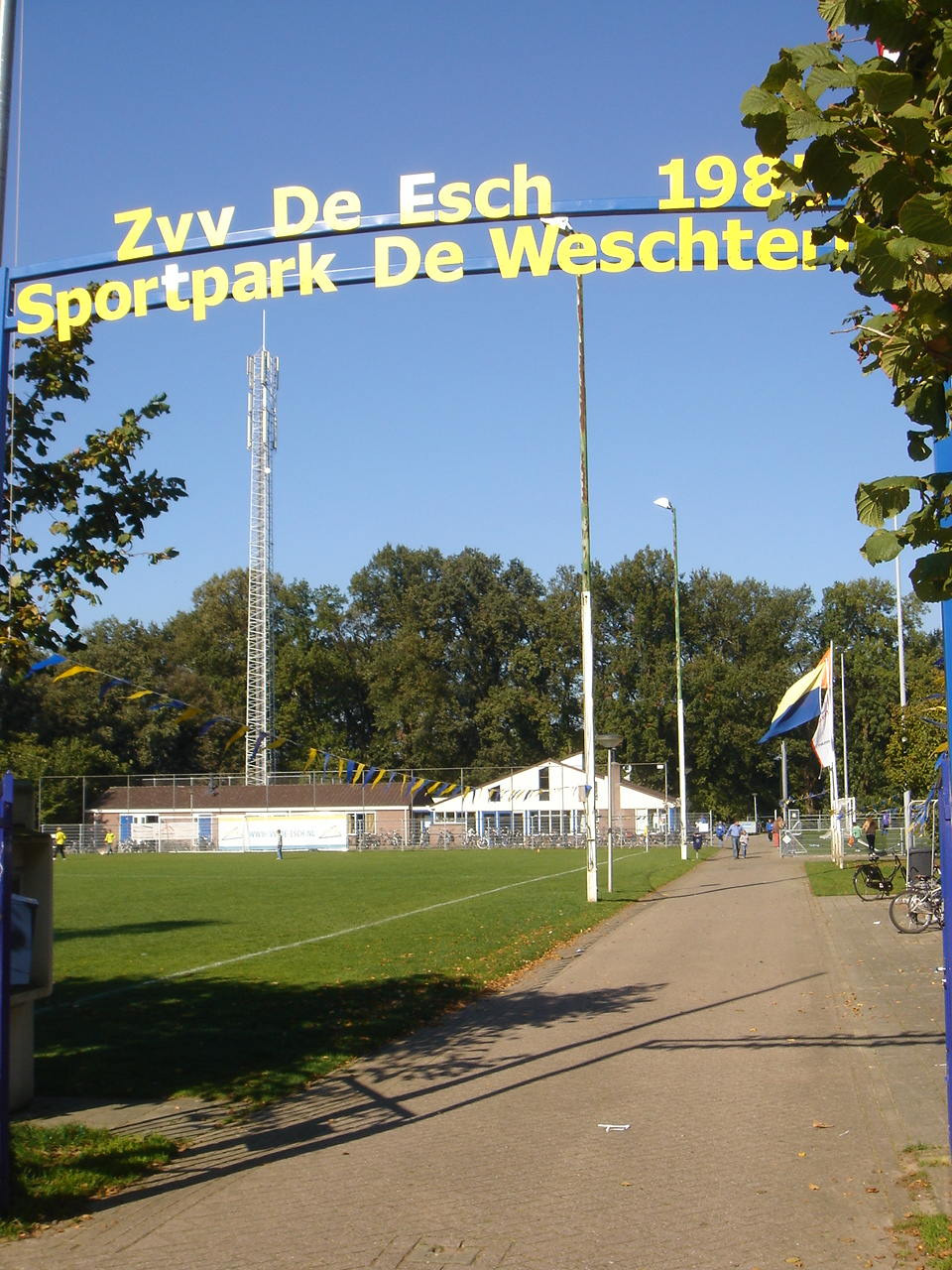
Entree ZVV De Esch

Het sportterrein aan de Bornsedijk was voor ZVV De Esch een tijdelijke thuishaven. Een belangrijk speerpunt van het bestuur in de beginjaren van de vereniging was de realisatie van een eigen sportcomplex. Vooruitlopend hierop schreef het bestuur op 6 maart 1987 een brief aan de Oldenzaalse gemeenteraad waarin verzocht werd om een terrein nabij de wijk De Essen waarop per september 1987 de jeugd van de vereniging in ieder geval zou kunnen spelen. In de begrotingsbehandeling van datzelfde jaar droeg de gemeenteraad het college van B&W op het verzoek van de vereniging in te willigen. Een stuk grond op de hoek van de Waterhamweg en het Bentinckpad (tegenwoordig fietspaden) kwam ter beschikking, een plek waar tegenwoordig het kunstgrasveld van de vereniging gesitueerd is. Met hulp van bewoners van de aangrenzende Veldkers kon het terrein verlicht worden.
Ondertussen werden de inspanningen een eigen sportcomplex te realiseren onverminderd voortgezet. Er had geregeld overleg plaats met de lokale politiek, al leidde dit niet direct tot een zichtbaar resultaat. In 1989 was zelfs sprake van een conflictsituatie tussen de gemeentelijke sportcommissie, de lokale politieke partij Werknemers Groepering en ZVV De Esch. De vereniging benadrukte via haar juridisch adviseur schriftelijk de gemaakte afspraken met de gemeente. Het besluit de vereniging krediet te verstrekken werd echter uitgesteld als gevolg van het korten op de gemeentelijke begroting. Het nieuwe sportcomplex werd een gevoelig onderwerp in de lokale politiek, wat bovendien werd versterkt door de aanwezigheid van gasleidingen onder het beoogde terrein. Uiteindelijk gaf de gemeente Oldenzaal onder druk van het bestuur van de vereniging de Nederlandse Gasunie de opdracht de leidingen te verleggen. Na het afronden van de ambtelijke procedures kon in het voorjaar van 1990 worden overgegaan tot de aanleg van het nieuwe sportcomplex aan de Operalaan. Het hoogste punt van het nieuwe clubgebouw werd bereikt op 27 juni 1990, in maart 1991 was de bouw voltooid. Op 24 mei 1991 kon het nieuwe complex, genaamd Sportpark De Weschterik, in gebruik worden genomen. Een selectie van de Oldenzaalse voetbalverenigingen speelde in de openingswedstrijd tegen oud-Oranje. Meer dan zes jaar na de oprichting had de vereniging daarmee de beschikking over een eigen thuishaven.

### 12½-jarig jubileum
Het nieuwe sportcomplex lag tussen de jonge woonwijk De Essen en de nieuwbouwwijk de Graven Es in. Toen de vereniging in mei 1991 verhuisde naar dit complex, telde zij 248 leden. Verdeeld over 4 seniorenteams, 8 jeugdteams en 3 gehandicaptenteams. In de jaren die volgden groeide de vereniging, dankzij het nieuwe sportpark en de ligging daarvan, door naar 373 leden in 1997. Bij het 12½-jarig bestaan telde ZVV De Esch 6 seniorenteams, 14 jeugdteams en 3 gehandicaptenteams. Deze groei maakte het noodzakelijk dat het bestuur direct vanaf de oplevering met de gemeente in gesprek moest over uitbreiding van het complex. Daarbij kwam in 1994 de beslissing van de Oldenzaalse gemeenteraad dat samen met de buitenbaden en ligweide van zwembad Vondersweijde, ook het sportpark Bornsedijk plaats moest gaan maken voor een nieuwbouwwijk. Hiermee verviel voor ZVV De Esch de mogelijkheid om een deel van de trainingen nog op dit sportpark te laten plaatsvinden. Na afronding van de bezwaarschriftenprocedures startte de aanleg van een extra veld in het aangrenzende Stadspark in 1996, om een jaar later in gebruik genomen te kunnen worden.
In de beginjaren op het nieuwe complex werd de vereniging tevens geconfronteerd met interne bestuurlijke uitdagingen. Verschil van inzicht was er in 1993 met de clubhuiscommissie, en in 1994 met het jeugdbestuur.
Op 27 mei 1995 promoveerde het eerste elftal van ZVV De Esch uit de TVB (toenmalige Twentsche Voetbalbond) naar de zaterdag vierde klasse KNVB. In 1997 nam voor het eerst in de historie van de vereniging een A1-team deel aan de competitie. In oktober 1997 vierde ZVV De Esch haar 12½-jarig jubileum, welke werd opgesierd met een interland Nederland - Duitsland voor gehandicaptenteams op Sportpark De Weschterik, onder leiding van scheidsrechter Roelof Luinge.

### 25-jarig jubileum
Door een reorganisatie binnen de KNVB kwam het eerste elftal van ZVV De Esch in de derde klasse te spelen. Het sportieve hoogtepunt uit de geschiedenis van de vereniging is het kampioenschap in de zaterdag derde klasse in het seizoen 2000-2001. In het seizoen 2001-2002 speelde ZVV De Esch daardoor in de zaterdag tweede klasse, het hoogste niveau waarop de vereniging met haar eerste elftal uitkwam. Degradatie volgde een jaar later, en in het seizoen 2003-2004 degradeerde ZVV De Esch ook naar de vierde klasse. In het seizoen 2006-2007 promoveerde de club weer naar de derde klasse.
In 2000 kreeg de vereniging de beschikking over twee nieuwe kleedkamers en een nieuwe scheidsrechterskleedkamer. De vereniging bleef echter groeien. In 2006 kon ZVV De Esch bijvoorbeeld het 200e jeugdlid inschrijven. Na intensief overleg met de gemeente kreeg de vereniging in september 2008 een kunstgrasveld. Tegelijkertijd ging het onderhoud van het tot dan toe geprivatiseerde sportpark naar de gemeente Oldenzaal. In oktober 2008 viel de postcodeloterij in de Oldenzaalse wijk, waarbij ZVV De Esch medeorganisator was van het bijbehorende wijkfeest in het Stadspark. In 2009 werd door wethouder Frits Rorink de opening verricht van twee nieuwe kleedkamers. In 2010 werd het clubgebouw verbouwd en uitgebreid. Op 18 februari 2010 bereidde de Duitse topclub Werder Bremen zich op het kunstgrasveld van ZVV De Esch voor op de Europese wedstrijd tegen FC Twente.
Op zaterdag 24 april 2010 bestond ZVV De Esch 25 jaar, wat de gehele dag feestelijk gevierd werd met activiteiten voor jong en oud. Ter gelegenheid van het 25-jarig bestaan werd op 22 september een wedstrijd gespeeld tegen Oud FC Twente, welke met 3-2 gewonnen werd door ZVV De Esch. Voor de gehandicapte voetballers van De Esch werd als jubileumactiviteit een FC Twente dag aangeboden. De vereniging is na 25 jaar uitgegroeid tot vijfhonderd leden, verdeeld over 6 seniorenteams, 3 G-teams en 25 jeugdteams.

### Recente historie
Een maand na het 25-jarig bestaan kon ZVV De Esch een sportief hoogtepunt toevoegen aan de clubhistorie. Op 25 mei 2010 stelde ZVV De Esch op eigen veld via de nacompetitie promotie veilig ten koste van Mariënberg. Na acht jaar afwezigheid keerde de vereniging in het seizoen 2010-2011 weer terug in de zaterdag tweede klasse. Voor het eerst in de clubhistorie werd bovendien het A1-team kampioen in de 2e klasse, waardoor ZVV De Esch in het seizoen 2010-2011 met het A1-team debuteert in de 1e klasse.
In de bekercompetitie werd in de poulefase onder meer de stadsderby tegen FC Berghuizen met 3-2 gewonnen. Voor de volgende ronde van de districtsbeker werd topklasser en stadgenoot Quick '20 geloot. Op zaterdag 23 oktober 2010 stonden de hoofdmachten van ZVV De Esch en Quick '20 voor het eerst in de historie in een officiële wedstrijd tegen over elkaar. De legendarische bekerwedstrijd op Sportpark De Weschterik leverde een regelrechte bekerstunt op: ZVV De Esch won de stadsderby met 2-1 en schakelde topklasser Quick '20 daarmee uit in het bekertoernooi. In het seizoen 2010-2011 eindigde ZVV De Esch bovendien met 40 punten op de zesde plaats in de 2e klasse, wat het beste competitieresultaat uit de clubhistorie is. Een jaar later degradeerde ZVV De Esch echter rechtstreeks naar de 3e klasse.
| Seizoen     | Voorzitter                                | Hoofdtrainer               |
| ----------- | ----------------------------------------- | -------------------------- |
| 1985 - 1986 | Libbe Jansen                              | Peter Lohrmann             |
| 1986 - 1987 | Libbe Jansen                              | Peter Lohrmann             |
| 1987 - 1988 | Libbe Jansen                              | Peter Lohrmann             |
| 1988 - 1989 | Libbe Jansen / Kuin Koekoek               | Jan van Miert              |
| 1989 - 1990 | Kuin Koekoek                              | Jan van Miert              |
| 1990 - 1991 | Kuin Koekoek                              | Wim Koers                  |
| 1991 - 1992 | Kuin Koekoek                              | Harrie Kolbrink            |
| 1992 - 1993 | Kuin Koekoek                              | Harrie Kolbrink            |
| 1993 - 1994 | Kuin Koekoek                              | Harrie Kolbrink            |
| 1994 - 1995 | Jurre van der Geize                       | Harrie Kolbrink            |
| 1995 - 1996 | Jurre van der Geize                       | Harrie Kolbrink            |
| 1996 - 1997 | Jurre van der Geize                       | Harrie Kolbrink            |
| 1997 - 1998 | Jurre van der Geize                       | Herman Rosens              |
| 1998 - 1999 | Jurre van der Geize                       | Herman Rosens              |
| 1999 - 2000 | Jurre van der Geize                       | Herman Rosens              |
| 2000 - 2001 | Jurre van der Geize                       | Herman Rosens              |
| 2001 - 2002 | Jurre van der Geize                       | Herman Rosens              |
| 2002 - 2003 | Erna Wagenaar (a.i.)                      | Herman Rosens              |
| 2003 - 2004 | Erna Wagenaar (a.i.) / Jan van der Meulen | Herman Rosens              |
| 2004 - 2005 | Jan van der Meulen                        | Paul Oberjé                |
| 2005 - 2006 | Jan van der Meulen                        | Paul Oberjé / Henk Brunink |
| 2006 - 2007 | Jan van der Meulen                        | Henk Brunink               |
| 2007 - 2008 | Jan van der Meulen                        | Arno Leppink               |
| 2008 - 2009 | Jan van der Meulen                        | Arno Leppink               |
| 2009 - 2010 | Jan van der Meulen                        | Arno Leppink               |
| 2010 - 2011 | Jan van der Meulen                        | Herman Rosens              |
| 2011 - 2012 | Jan van der Meulen                        | Tonnie van Veen            |
| 2012 - 2013 | Jan van der Meulen                        | Tonnie van Veen            |
| 2013 - 2014 | Erna Wagenaar                             | Herman Rosens              |
| 2014 - 2015 | Erna Wagenaar                             | Erik Hazewinkel            |
| 2015 - 2016 | Hans Lubbers                              | Erik Hazewinkel            |
| 2016 - 2017 | Tom Platvoet                              | Erik Hazewinkel            |
| 2017 - 2018 | Tom Platvoet                              | Kris Kempers               |
| 2018 - 2019 | Tom Platvoet                              | Kris Kempers               |
| 2019 - 2020 | Tom Platvoet                              | Walter Weghorst            |

## Competitieresultaten 1986–2018
| 11 1A |

| 8 1A |

| 9 1A |

| 11 1A |

| 10 1A |

| 10 1A |

| 7 1A |

| 4 1A |

| 5 1A |

| 3 1A |

| 6 4D |

| 9 3D |

| 8 3D |

| 7 3D |

| 4 3D |

| 1 3D |

| 12 2J |

| 6 3D |

| 11 3D |

| 9 4D |

| 6 4D |

| 3 4E |

| 9 3D |

| 9 3D |

| 7 3D |

| 6 2H |

| 14 2H |

| 6 3D |

| 3 3D |

| 1 3D |

| 1 2H |

| 13 1D |

| 10 2H |

| - 2H |

| Eerste klasse | Tweede klasse | Derde klasse | Vierde klasse | Eerste klasse TVB |

In elke staaf van de grafiek staat van boven naar beneden vermeld: 
- Eindnotering

Dit is de positie die de club heeft bereikt in de competitie, zonder eventuele beslissings-, play-off- of nacompetitiewedstrijden die nodig zijn geweest om bijvoorbeeld de kampioen van de competitie te bepalen.
Indien een * achter het getal staat is de notering een tussenstand en kan het zijn dat de notering niet overeenkomt met de uiteindelijke eindstand van de competitie.
Staat er een - dan is het seizoen nog bezig en is er geen definitieve uitslag bekend.
Staat er xx op de positie van de notering, dan heeft de club vroegtijdig de competitie verlaten. Dit kan onder andere komen door terugtrekking van het team, faillissement van de club of door een uitgedeelde straf van de KNVB. In veel gevallen staat elders in het artikel de reden vermeld.
Staat er een ? dan is het resultaat uit het verleden onbekend, en is alleen de competitie of het niveau bekend van dat seizoen.
In de seizoenen 2019/20 en 2020/21 werd wegens de coronacrisis het amateurvoetbal afgebroken. Daardoor kennen deze staven geen eindklassering (middels -- weergegeven).
- Competitieniveau en afdelingsletter of Officiële eindstand Eredivisie
  - Competitieniveau en afdelingsletter

Hierbij geeft het getal het niveau weer, dat ook terug te vinden is in de legenda. De letter is de afdelingsaanduiding en wordt gebruikt wanneer er meer afdelingen zijn op hetzelfde niveau. De afdelingsletter is altijd een hoofdletter en wordt meestal zonder nummer gebruikt.
Voorbeeld: 2F is niveau 2e klasse competitie F.
Het competitieniveau en nummer wordt niet vermeld wanneer er slechts één competitie van dit niveau was.
  - Officiële eindstand Eredivisie (getal staat tussen haakjes vermeld)

Sinds de introductie van play-offwedstrijden voor Europees voetbal na afloop van de reguliere competitie in 2005/06, is de KNVB verplicht een eindstand van de Eredivisie door te geven aan de UEFA aan de hand van deze play-offwedstrijden.
Bij deze eindstand staan clubs die zich hebben gekwalificeerd voor Europees voetbal hoger dan clubs die zich niet wisten te kwalificeren. Indien er geen verschil was tussen de eindnotering en de officiële eindstand, staat dit getal niet vermeld.

- Onderafdeling

Hier staat afgekort de naam van de onderafdeling indien de club in dat jaar in een onderafdeling uitkwam. Tevens staat deze afkorting in de legenda en wordt gelinkt naar het artikel over deze onderafdeling. Deze afkorting wordt alleen vermeld wanneer de club in het verleden in verschillende onderafdelingen heeft gespeeld. Deze vermelding is in de staaf altijd in kleine letters. Deze onderafdelingen zijn na het seizoen 1995/96 afgeschaft. Heeft de club in slechts één onderafdeling gespeeld, dan is dit alleen terug te vinden in de legenda.
Onder de staaf staat het jaartal vermeld waarin het seizoen is afgesloten. 15 verwijst naar het seizoen 2014/15 of eventueel het seizoen 1914/15.
Wanneer een staaf leeg is, zijn deze gegevens niet bekend. Het kan ook zijn dat de club dat seizoen niet heeft meegespeeld op het hogere amateurniveau, vroegtijdig de competitie heeft verlaten of uit de competitie is gezet.

In het seizoen 1944/45 was er wegens de Tweede Wereldoorlog geen regulier competitievoetbal.

## Sportpark De Weschterik

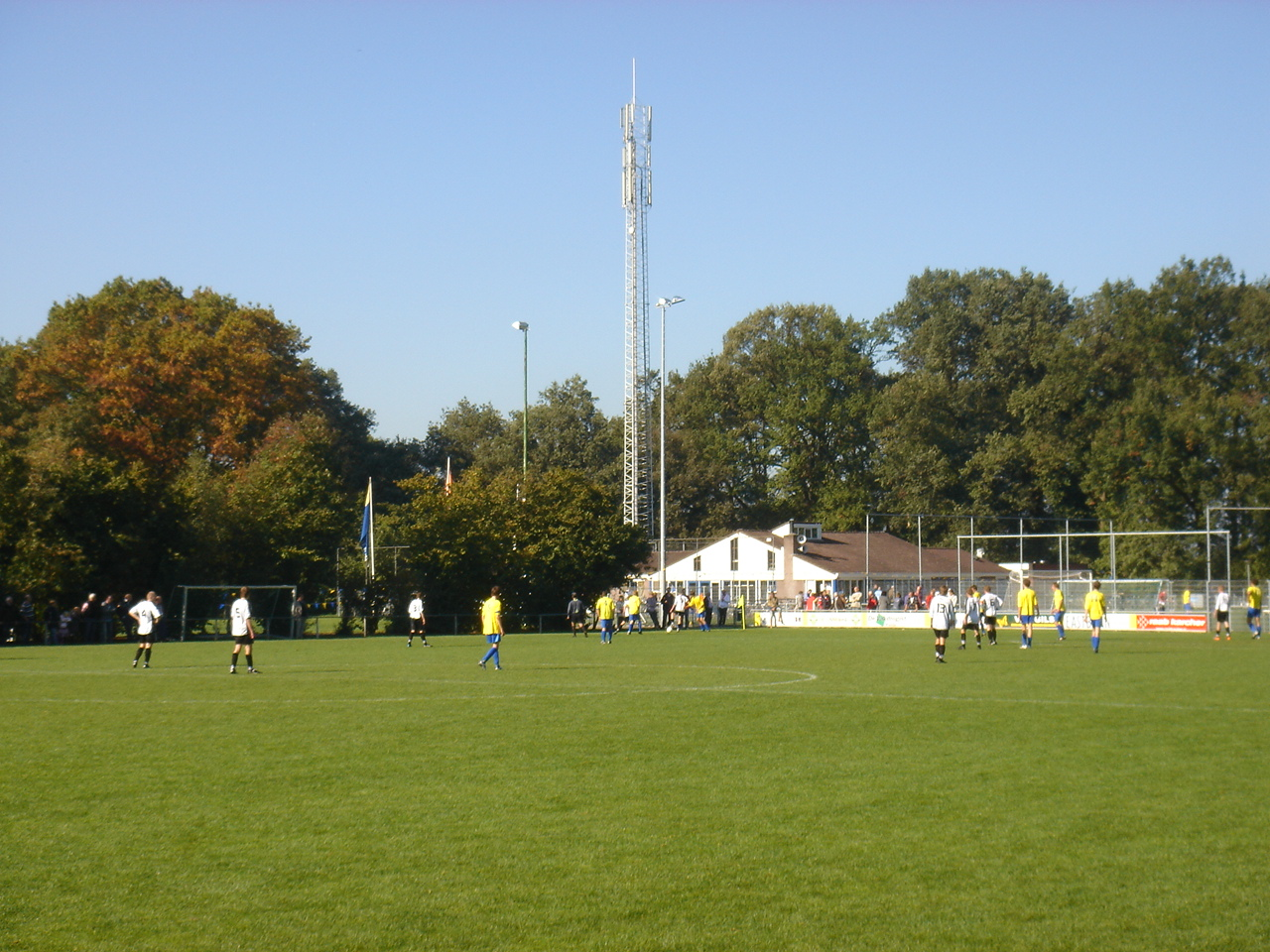
Sportpark De Weschterik

Sinds september 1987 werd door de jeugd van ZVV De Esch gevoetbald op de plek waar tegenwoordig Sportpark De Weschterik ligt. Vier jaar later, op 24 mei 1991, werd Sportpark De Weschterik officieel in gebruik genomen. Het sportpark ligt in het Stadspark tegen een bosrand aan, ingeklemd tussen de woonwijken De Essen en de Graven Es.
Door een aanhoudende groei van leden, in combinatie met het feit dat ook de wedstrijden van de senioren op de zaterdag afgewerkt moeten worden, moest het sportpark meerdere keren worden uitgebreid. Tegenwoordig beschikt Sportpark De Weschterik over vier velden: een hoofdveld (veld 1), kunstgrasveld (veld 2), trainingsveld (veld 3) en een gehandicaptenveld (G-veld). Dit laatste veld wordt met aangepaste afmetingen speciaal gebruikt door de G-teams. Daarnaast worden op de helft van dit G-veld ook wedstrijden van F-pupillen afgewerkt.
Het trainingsveld (veld 3) is in 1997 in het Stadspark aangelegd, naast kinderboerderij De Höfte. Dit enkele meters lager gelegen veld is via een trap en bospad verbonden met de rest van Sportpark De Weschterik. In het verleden zijn op dit veld ook wedstrijden gespeeld. Sinds de komst van het kunstgrasveld in 2008 wordt veld 3 enkel nog als trainingsveld gebruikt.
Op Sportpark De Weschterik zijn 10 kleedkamers aanwezig, waaronder twee specifiek voor scheidsrechters en meisjes.
Het clubgebouw is uitgebreid in 2000 en in 2010. Behalve een uitbreiding met een nieuwe vergaderruimte, is de keuken vernieuwd en drastisch vergroot en is een wasruimte gecreëerd. De ruime kantine wordt tijdens verkiezingen gebruikt als stembureau.
Hoewel de nieuwbouwwijk de Graven Es nog altijd uitbreidt, zijn de uitbreidingsmogelijkheden van Sportpark De Weschterik beperkt. Er is ruimte voor het uitbreiden van het aantal kleedkamers, voor speelvelden is deze ruimte beperkt. Voor de nabije toekomst zullen veld 3 en het G-veld intensiever gebruikt worden.

## G-voetbal
In februari 1987 werden in nauw overleg met de KNVB de mogelijkheden bekeken voor het opstarten van een afdeling voor gehandicapte voetballers. In dat jaar werd besloten dat ook mindervalide sporters lid konden worden van ZVV De Esch. In de beginperiode vertolkte ZVV De Esch een voortrekkersrol in het opstarten van gehandicaptenvoetbal in de regio. In het seizoen 1989-1990 nam ZVV De Esch met twee gehandicaptenteams voor het eerst deel aan de competitie. Een jaar later kwam hier nog een derde G-team bij. In het kader van het 12½-jarig jubileum werd op de velden van ZVV De Esch een interland afgewerkt tussen gehandicaptenteams van Nederland en Duitsland.
In 2006 startte ZVV De Esch met een G-jeugdteam. Sinds 2008 neemt dit team ook deel aan de competitie.
Het hoogtepunt in de historie van het G-voetbal van ZVV De Esch vond plaats in juni 2007. Een team van G-spelers van ZVV De Esch vertegenwoordigde toen Nederland op het Europees Kampioenschap voor gehandicapten (Special Olympics) in Finland. In Helsinki werd gevoetbald voor tienduizend toeschouwers en door een 2-1-overwinning op Spanje de bronzen medaille behaald. Een crew van de lokale televisiezender was meegereisd om hier een speciale reportage van te maken.
Tegenwoordig telt ZVV De Esch twee G-teams en één G-jeugdteam. De thuiswedstrijden van deze teams worden afgewerkt op het G-veld. Dit veld is met aangepaste afmetingen in 1991 speciaal voor de gehandicaptenteams aangelegd.

## Vrouwenvoetbal
Een paar maanden na de oprichting van ZVV De Esch werden de eerste gesprekken gevoerd over vrouwenvoetbal. In het seizoen 1986-1987 nam ZVV De Esch voor het eerst met een vrouwenteam deel aan de competitie. Na drie seizoenen bleek de animo voor vrouwenvoetbal bij ZVV De Esch af te nemen en werd het vrouwenteam opgeheven. Pas vanaf 2000 nam de animo voor vrouwenvoetbal, en dan vooral meisjesvoetbal, weer toe. ZVV De Esch had echter nog steeds te maken met een sterke groei en een beperkte accommodatie. Het bestuur van de vereniging besloot daarom dat vrouwen- en meisjesvoetbal bij ZVV De Esch niet mogelijk was. Als gevolg van een toegenomen populariteit van vrouwen- en meisjesvoetbal in het algemeen, besloot het bestuur in 2006 dat ook meisjes lid konden worden van ZVV De Esch, waarbij meisjes worden verdeeld over de jongensteams. In juli 2009 heeft het bestuur van de vereniging nogmaals uitgesproken dat als gevolg van de beperkte ruimte aparte meisjesteams niet mogelijk zijn, en meisjes dus in jongensteams blijven meespelen.